# Žiga Jurečič
Žiga Jurečič slovenski nogometaš, * 23. avgust 1995, Brežice.

## Življenjepis
Žiga Jurečič prihaja iz  Podbočja.To je vas v občini Krško,ki je od Krškega oddaljena 13 km. Z nogometom se je začel ukvarjati s šestimi leti.Prihaja iz športne družine,saj je njegov oče nekdanji košarkar Matjaž Jurečič,ki je igral za KK Podbočje (kasneje Interier Krško). Je igralec zvezne vrste,ki od julija 2014 igra za NK Krško v slovenski drugi ligi. 
Po zaključeni OŠ je od leta 2010 do 2014  obiskoval Gimnazijo Šiška, nogometni oddelek NZS. Kot član ekipe Gimnazija Šiška se je udeležil 22.svetovnega prvenstva srednjih šol ISF v Braziliji (Fortaleza), kjer je z ekipo osvojil vrhunsko četrto mesto.
Žiga je bil v sezoni 2013/14 slovenski mladinski državni prvak z Domžalami.Prvega marca 2015 pa je dobil tudi vabilo selektorja Slovenske U21 nogometne reprezentance.